# Ameen El-Hady
Ameen Mohamed El-Hady (arab. أمين محمد الهادي ;ur. 13 kwietnia 1983) – egipski judoka. Dwukrotny olimpijczyk. Zajął siódme miejsce w Pekinie 2008 i odpadł w eliminacjach w Atenach 2004. Walczył w wadze półlekkiej.
Siódmy na mistrzostwach świata w 2005. Startował w Pucharze Świata w latach 2002, 2003, 2006 i 2008-2010. Srebrny medalista igrzysk afrykańskich w 2003 i 2007. Zdobył cztery medale mistrzostw Afryki w latach 2009 - 2012. Triumfator igrzysk frankofońskich w 2005 i trzeci w 2009. Brązowy medalista igrzysk śródziemnomorskich w 2005 roku.

## Letnie Igrzyska Olimpijskie 2004
| Konkurencja | Eliminacje             | Klas. końcowa |
| Konkurencja | Przeciwnik I           | Miejsce       |
| ----------- | ---------------------- | ------------- |
| 66 kg       | Ammar Murajdża (ALG) P | 1 runda       |

## Letnie Igrzyska Olimpijskie 2008
| Konkurencja | Eliminacje             | Eliminacje                 | Repasaże                       | Repasaże              | Repasaże                | Klas. końcowa |
| Konkurencja | Przeciwnik I           | Przeciwnik II              | Przeciwnik I                   | Przeciwnik II         | Przeciwnik III          | Miejsce       |
| ----------- | ---------------------- | -------------------------- | ------------------------------ | --------------------- | ----------------------- | ------------- |
| 66 kg       | Armen Nazaryan (ARM) Z | Yordanis Arencibia (CUB) P | Daniel García González (AND) Z | Taylor Takata (USA) Z | Mirali Sharipov (UZB) P | 7.            |